# 查維·加列度
查維·加列度·比豪拜迪（西班牙語：Javier Garrido Behobide，1985年3月15日—），簡稱查維·加列度（西班牙語：Javier Garrido），出生在伊倫，是一名西班牙職業足球員 ，司職左閘並帶有交叉步行走的特徵。
出生於巴斯克自治區的加列度是第一位巴斯克球員代表曼城上陣，之後效力意甲球會拉素。

## 球會生涯
皇家蘇斯達
加列度早在孩童時已經與皇家蘇斯達簽訂合約，並在這低組別球隊進行操練。2002至2004年間，他是皇家蘇斯達B隊的成員，並代表球隊在西乙上陣了50場賽事。
2003年10月8日，他在西班牙國王盃對皇家奧維耶多的賽事中首次代表皇家蘇斯達在一隊上陣。2004/05球季，他取代在夏天轉會市場時加盟薩拉戈薩的阿古斯丁·阿蘭薩瓦爾的一隊位置而開始其職業足球生涯。2004年8月29日，他在對利雲特的賽事中首次於聯賽上陣。他在西甲的三個球季裡，總共代表皇家蘇斯達上陣了86場賽事及攻入1球，他效力期間亦是皇家蘇斯達的主力左閘。2006/07球季，皇家蘇斯達因經濟問題而降班，他本人亦最終離開球會。
曼城
2007年8月2日，加列度以150萬英鎊（220萬歐羅）身價轉投曼城，並簽訂4年合約。8月11日，他在對韋斯咸的賽事中首次代表球會上陣。曼城在開季6場賽事取得4勝及4場賽事不失球，締造了球會在英超最成功的開季戰績，加列度亦有參與部分賽事。就在聖誕節之前，他的位置被米高·波爾所取代。曼城最終在當季結束後聯賽排名第9，並獲得歐洲足協頒發公平競技獎而取得歐洲足協盃資格。
2008年10月5日，他在對利物浦以直接自由球射破對方大門而攻入其加盟以來的首球，曼城最終仍以2-3的比分不敵對手。
拉素
2010年7月30日加列度轉投意甲球會拉素。2012年8月16日他獲外借重返英超加盟诺里奇城，為期一個球季，並可優先續借。
諾域治
2013年5月14日，諾域治正式簽入加列度，合約為期兩年，另加球會可選擇自動續約多一年。

## 國際賽生涯
2004年，加列度效力西班牙U19期間曾協助球隊贏得歐洲U-19足球錦標賽。他亦曾代表西班牙U21上陣過9場賽事。直至目前為止，他還未有被西班牙徵召過。

## 榮譽
西班牙U19：
- 歐洲U-19足球錦標賽：2004

## 外部連結
- （英文）Manchester City profile （页面存档备份，存于）
- （英文）BDFutbol profile （页面存档备份，存于）
- （英文）查維·加列度 – FIFA國際賽競賽紀錄 (存檔)
- （英文）足球数据库：Javier Garrido的球员统计数据